# Las muñecas de la mafia
Las muñecas de la mafia é uma telenovela colombiana produzida e exibida pela Caracol Televisión entre 28 de setembro de 2009 e 8 de março de 2010. 
A história é escrita por Juan Camilo Ferrand e Andrés López López e foi baseada no livro Las fantasticas. 
Foi protagonizada por Angélica Blandon, Andrea Gómez, Yuly Ferreira, Alejandra Sandoval e Katherine Escobar, com atuações estrelares de Amparo Grisales e Fernando Solórzano e antagonizada por Diego Vásquez. 

## Sinopse
Sonhos, ambições, amor, ódio, reclamações, beleza e a busca do poder são algumas das condições inerentes a vida das protagonistas desta história, que estão envolvidas na extravagância, nos prazeres e nas adversidades do mundo do tráfico de drogas.
Lucrecia é a mulher e a titular de Braulio, o traficante mais duro, poderoso e influente do El Carmen. Ela é uma esposa submissa, mas muito astuta, que vai defender até a morte o seu lugar e os privilégios que têm de estar com seu homem. Por outro lado, Braulio é um cara que, cansado da vida com Lucrecia, busca outras mulheres mais jovem para satisfazer seus caprichos masculinos.
Entre os luxos, a pompa e os excessos um, dramáticas, malandro e pungentes sobre essas mulheres que escolheram o mal e agora tem que pagar um choque de preços pesada que você história se desenrola.
"A Máfia Dolls" conta a história de cinco mulheres que, por diversas razões acabam até se envolver no mundo da máfia colombiana.

## Elenco
- Amparo Grisales - Lucrecia Rivas
- Fernando Solórzano - Braulio Bermúdez
- Angélica Blandon - Brenda Navarrete
- Andrea Gómez - Pamela Rojas
- Yuly Ferreira - Renata Gómez
- Alejandra Sandoval - Violeta Manrique
- Katherine Escobar - Olivia Reginfo
- Lincoln Palomeque - Giovanni Rosales
- Diego Vásquez - Norman Alberto Zarama
- Julián Román - Erick González
- Julián Caicedo - Uña
- Jairo Ordoñez - Mugre
- Aura Helena Prada - Carina de Manrique
- Juan Pablo Franco - Leonel Giraldo
- Orlando Valenzuela - Gregorio Manrique
- Mauricio Vélez - Asdrúbal López
- Alex Gil - Sultán
- Félix Antequera - Nicanor Pedraza
- Julián Arango - Claudio Pedraza
- Walter Luengas - Marlon
- Alejandro López - Alejo
- Andrea Guzmán - Noelia de Zarama
- Jorge Herrera - Israel
- Jéssica Sanjuán - Guadalupe Bermúdez Rivas
- Fabián Mendoza - Marcos
- Andres Sandoval - Nicolás
- Alberto Valdiri - Horacio Rojas "El Piloto"
- Marcela Valencia - Ximena de Rojas
- Gilberto Ramírez - Euclides Gomez
- Adriana Osorio - Aurora de Gomez
- Antonio Puentes - Rómulo Rengifo

## Prêmios e Indicações

### Prêmios Tvynovelas
| Ano  | Categoria                                            | Nomeado                 | Resultado |
| ---- | ---------------------------------------------------- | ----------------------- | --------- |
| 2010 | Melhor Protagonista masculino de telenovela ou serie | Fernando Solórzano      | Nomeado   |
| 2010 | Melhor Vilão favorito                                | Diego Vásquez           | Nomeado   |
| 2010 | Melhor Atriz de reparto de telenovela ou serie       | Andrea Guzmán           | Nomeada   |
| 2010 | Melhor Ator de reparto de telenovela ou serie        | Lincoln Palomeque       | Nomeado   |
| 2010 | Serie favorita                                       | Las muñecas de la mafia | Nomeada   |
| 2010 | Melhor Diretor favorito de telenovela ou serie       | Las muñecas de la mafia | Nomeado   |
| 2010 | Melhor Libretista favorito de telenovela ou serie    | Las muñecas de la mafia | Nomeado   |
| 2010 | Melhor Revelação do ano                              | Angélica Blandon        | Nomeada   |

### Prêmios India Catalina
| Ano  | Categoria                                        | Nomeado                 | Resultado |
| ---- | ------------------------------------------------ | ----------------------- | --------- |
| 2010 | Melhor trilha Sonora de Novela ou Serie          | Las muñecas de la mafia | Nomeada   |
| 2010 | Melhor Edição de Novela ou Serie                 | Las muñecas de la mafia | Nominada  |
| 2010 | Melhor Arte e Fotografia de Novela ou Serie      | Las muñecas de la mafia | Nomeada   |
| 2010 | Melhor Revelação do Ano                          | Angélica Blandon        | Nomeada   |
| 2010 | Melhor Ator de reparto de telenovela ou serie    | Julián Román            | Nomeado   |
| 2010 | Melhor Serie ou Minissérie                       | Las muñecas de la mafia | Nomeada   |
| 2010 | Melhor Atriz protagonista de Serie ou Minissérie | Angélica Blandon        | Nomeada   |
| 2010 | Melhor Ator protagonista de Serie ou Minissérie  | Fernando Solórzano      | Nomeado   |
| 2010 | Melhor Livreto Original                          | Las muñecas de la mafia | Nomeada   |
| 2010 | Melhor Diretor de Serie ou Minissérie            | Las muñecas de la mafia | Nomrada   |